# Раул Серве
Раул Серве (на нидерландски: Raoul Servais) е белгийски аниматор.

## Биография
Той е роден на 1 май 1928 година в Остенде. Завършва Кралската академия за изящни изкуства в Гент и от 50-те години се занимава с анимация. През 1963 година основава секцията по анимация в Академията в Гент. Най-известен е късометражният му филм „Harpya“ (1979), за който получава наградата „Златна палма“ на фестивала в Кан.